# Tramway PCC
 (juillet 2017).
Si vous disposez d'ouvrages ou d'articles de référence ou si vous connaissez des sites web de qualité traitant du thème abordé ici, merci de compléter l'article en donnant les références utiles à sa vérifiabilité et en les liant à la section « Notes et références ».

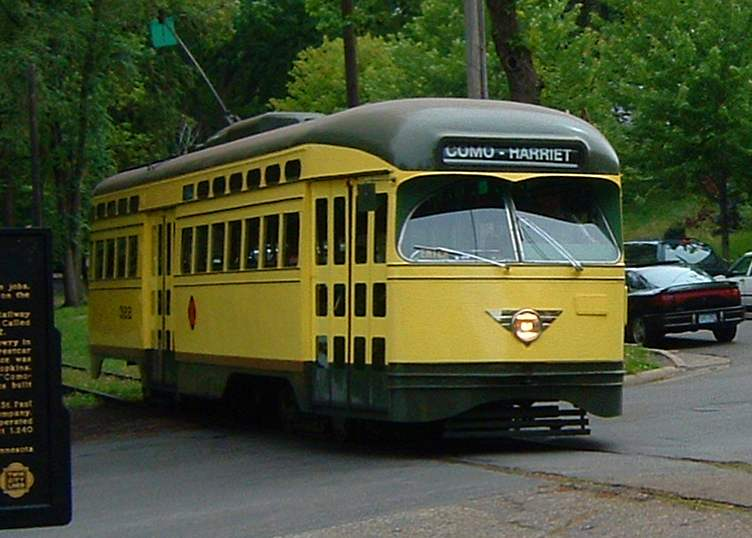
Motrice PCC américaine d'origine à Minneapolis.

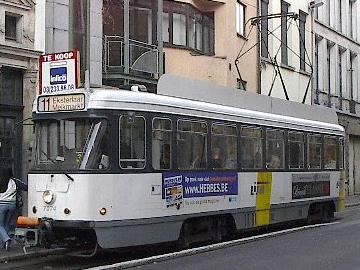
Motrice PCC ouest-européenne à voie métrique, à Anvers.

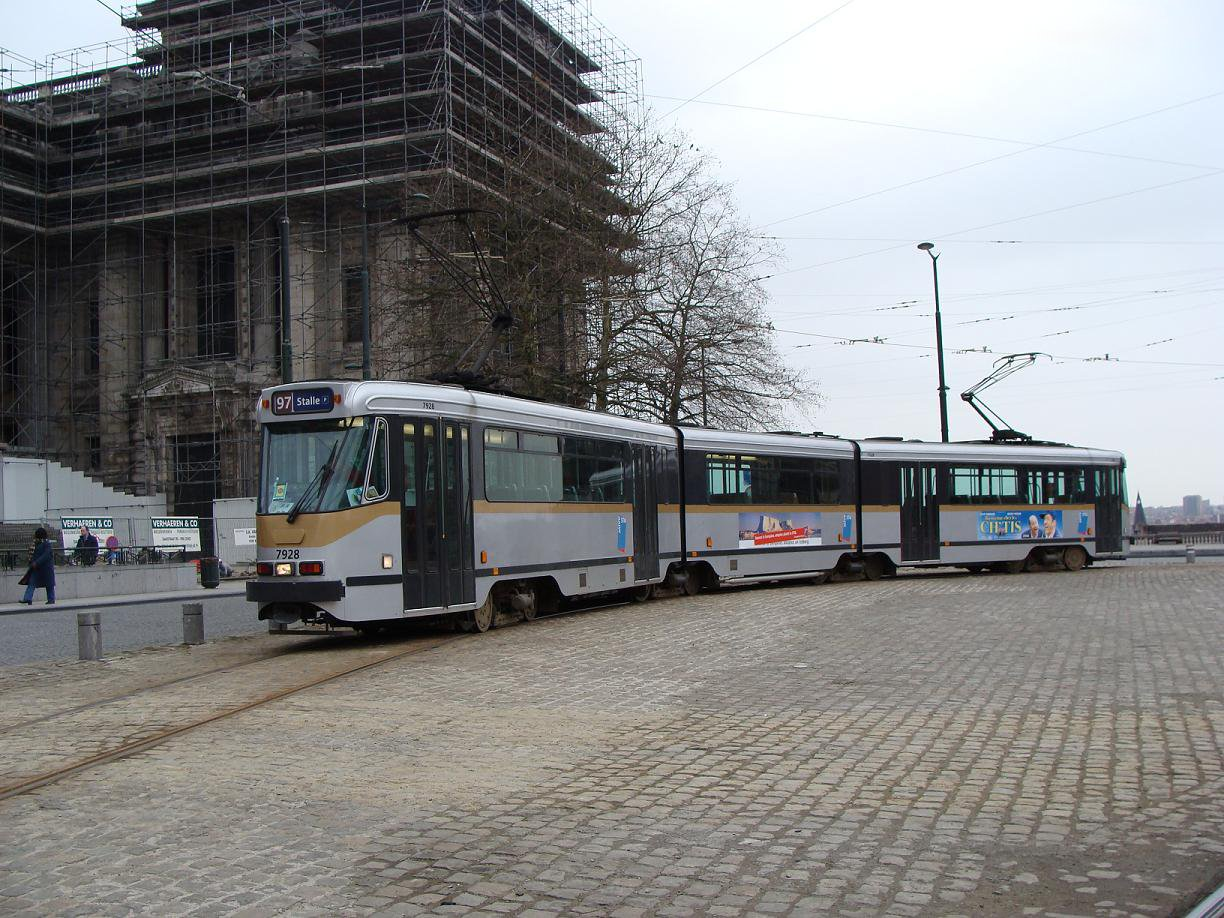
Automotrice PCC ouest-européenne réversible à trois caisses et à voie normale, à Bruxelles.

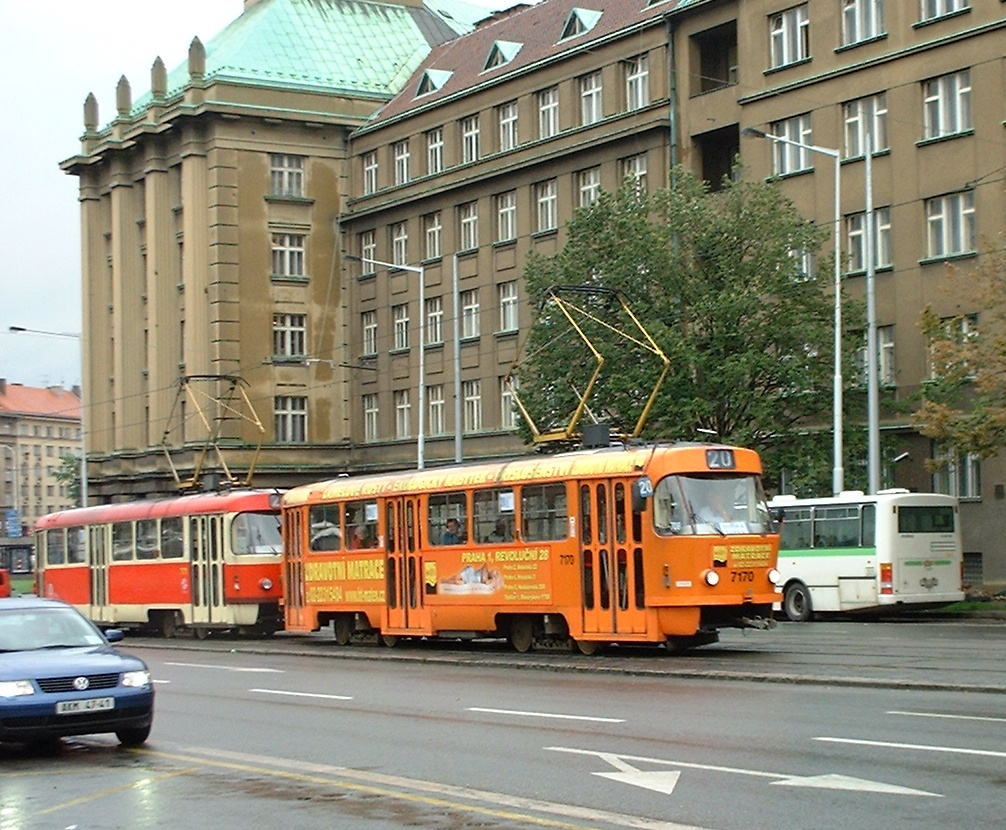
Motrices PCC est-européennes à Prague.

Le tramway PCC était un modèle de tramway qui fut initialement construit aux États-Unis au cours des années 1930. Ayant rencontré un fort succès dans son pays de production, il fut vendu en licence dans le monde entier à la suite de la Seconde Guerre mondiale. Développé par la St. Louis Car Company et la Pullman Company, aujourd'hui disparues, le PCC demeure un design emblématique de rames de tramway, et est toujours utilisé dans de nombreuses villes dans le monde.

## Histoire
La conception des tramways vécut une révolution au cours des années 1930 quand, en 1931, une conférence réunissant plusieurs présidents de compagnies de tramways américaines, l'Electric Railway Presidents Conference Committee, élabora les spécifications du tramway PCC, le but étant d’offrir aux voyageurs un moyen de transport confortable susceptible de les détourner de l’automobile.
La Chicago Surface Lines fut la première compagnie américaine à les introduire sur son réseau en 1936.
Après la Seconde Guerre mondiale, des tramways PCC furent construits en Europe de l'Ouest (Brugeoise et Nivelles, en Belgique) et centrale  (Tatra en Tchécoslovaquie et Konstal en Pologne).
Lors du démantèlement de certains réseaux nord-américains, des véhicules furent vendus à des réseaux européens.
Si l'on compte le nombre de véhicules construits, sans forcément garder l'esthétique américaine mais en gardant le principe mécanique, les PCC sont les tramways les plus produits dans le monde.

## Technique

### Propulsion
Le tram PCC offrait un système de propulsion graduel. La conduite se faisait à l'aide de pédales. En fonction de la position de la pédale de traction, une plus ou moins grande quantité de courant est envoyée dans le 'moteur pilote'. Celui-ci positionne un contact à l'endroit désiré d'un gradateur à plots multiples, offrant une centaine de crans de traction. Ce gradateur est appelé accelerator ou contrôleur. Dans une PCC, les 4 moteurs sont tout le temps câblés en série parallèle. Bien que réputés pour être de grands consommateurs de courant électrique, les PCC ont des accélérations puissantes et progressives. Par opposition, les tramways de l'époque étaient électriquement construits d'une tout autre manière : conduite aux manettes avec généralement 3 sortes de couplage de moteurs et pour chaque couplage 3 ou 4 crans de vitesse.

### Freinage
Le système de freinage d'une PCC peut être tout-électrique, ce qui avait l’avantage d’éliminer le compresseur. Les premières PCC conservaient l’air comprimé, mais le compresseur était beaucoup plus petit qu’un compresseur classique, car il fonctionnait en permanence, plutôt que lorsqu'il était requis.
Le freinage se fait de manière rhéostatique, puis lorsque la vitesse est descendue en dessous de 4 km/h à l'aide de freins sur transmission. 
Les freins à patins, appliqués directement sur la voie, sont utilisés en cas de freinage d'urgence.

#### Le frein rhéostatique
Le freinage est fonctionnel au-dessus de 4 km/h. Il consiste à dissiper l'énergie mécanique produite par le déplacement de la voiture en courant absorbé dans les résistances de freinage de l’accélérateur. Les moteurs sont des machines fonctionnant en courant continu. Ces machines sont réversibles selon la forme d’énergie que l’on leur fournit : énergie électrique = moteur, énergie mécanique = dynamo. Ce freinage n’existant donc que tant que les roues tournent à une vitesse supérieure à 4 km/h, il convient de sabler dans certains cas, c'est-à-dire d'envoyer du sable sur la voie au moyen de sablières, pour éviter le patinage des roues.
Les PCC ont évolué au fil du temps. Les premières PCC "all electric" étaient équipées de la dérive freinée. 
Cette dérive freinée permet de placer l'accélérateur en position adéquate en rapport avec la vitesse de la motrice lorsque la motrice n'est pas en phase d'accélération. En conséquence, la motrice ne peut pas rouler sur son erre ; elle est toujours en phase d'accélération ou de freinage, ce qui la rend grande consommatrice de courant.
Pour éliminer cet inconvénient, le constructeur belge ACEC a mis au point le Système de dérive libre en se référant sur la tension des moteurs de traction pour positionner l'accélérateur lorsque le tram fonctionne sur l'erre, plus tard un BCS, utilisé pour la première fois sur les PCC Bruxelloises reprendra cette fonction.
Le B.C.S. (boîtier de commande statique) est un dispositif électronique influençant le moteur pilote, ce dernier fait varier l'accélerateur qui régule la traction et le freinage rhéostatique.

#### Les freins sur transmissions
Ce frein est constitué d’un tambour avec mâchoires. Le tambour est monté directement sur l’arbre de transmission. Les mâchoires sont commandées par un dispositif électromécanique appelé « actuator » Celui-ci est composé d’une bobine, qui quand elle est alimentée en tension, devient un électroaimant. Cet électroaimant avale un noyau en acier qui en se déplaçant vers le centre de la bobine comprime un ressort, l’actuator est en travail. C’est ce déplacement du noyau qui, par le biais de la tringle qui le prolonge, va écarter les garnitures qui étaient appliquées sur le tambour.
Quand la tension est supprimée, le ressort est libéré et le noyau avec la tringle reprennent leur position normale. Les garnitures s’appliquent alors sur le tambour, le frein est donc appliqué, l’actuator est au repos.
Ce frein sur transmission est également utilisé comme frein de stationnement.
Il peut aussi (en tout cas sur les tramways de Bruxelles) être activé par une manette au tableau de bord, pour le démarrage en côte (pour éviter que le tram ne recule pendant que le pied droit du conducteur passe de la pédale de frein à la pédale d'accélération).

#### Les freins à patins
Chaque bogie comporte à gauche et à droite entre chaque paire de roues un patin susceptible de se transformer en électroaimant, s'appliquant sur la voie pour fournir un freinage d'urgence, soit si le conducteur lâche la pédale d'homme-mort, soit s'il appuie à fond sur la pédale de frein. Dans le prémétro de Bruxelles, ce frein d'urgence est aussi actionné automatiquement en cas de dépassement de la vitesse autorisée.

### Bogies et suspension
Une autre caractéristique importante des PCC était leurs roues résilientes, incorporant entre le moyeu et le bandage un tampon en caoutchouc, ce qui permettait d’éliminer beaucoup de vibrations à la fois aux occupants du tramway, mais également aux alentours de la voie. Ces roues résilientes allaient avoir cependant un destin horriblement tragique lorsqu’utilisées à grande vitesse par les chemins de fer allemands (voir "accident ferroviaire d'Eschede").
Les PCC ont également offert des bogies avec une suspension perfectionnée, ce qui, allié aux roues résilientes, offrait un niveau de confort inédit.

### Aménagement intérieur
Au niveau du confort, outre la suspension améliorée, l’aménagement de l’intérieur fut soigneusement étudié pour offrir un éclairage uniformément distribué, des sièges confortables et un chauffage à air pulsé.
Les PCC américains d'origine étaient conçus pour une exploitation avec un seul agent (conducteur-receveur), avec montée par la porte avant et descente par la porte du milieu, ces véhicules n'étant pas équipés de porte arrière. Les PCC ouest-européens ont en général été conçus pour un service à deux agents, avec montée par l'arrière, passage devant la cabine du receveur et descente par les portes du milieu et avant. Ils ont souvent été transformés pour une exploitation à un seul agent et montée et descente par toutes les portes, la vente des titres de transport se faisant à terre, par des distributeurs automatiques ou chez des commerçants agréés.

### La production
À l'origine, les rames de tramway PCC, aux formes très arrondies, ont été fabriquées par les constructeurs américains St. Louis Car Company et Pulmann Standard Car Co., avec des équipements électriques General Electric et Westinghouse, à environ 5 000 exemplaires, jusque dans les années 1950.
Ces modèles de tramway PCC sont arrivés également en Europe où ils ont été fabriqués sous licence, jamais strictement identiques aux originaux américains, souvent adaptés pour répondre aux caractéristiques locales des réseaux. Le constructeur belge La Brugeoise et Nivelles est certainement celui qui en a produit le plus, pour les villes belges et françaises. À noter que Fiat MaterFer en a produit plusieurs dizaines uniquement pour équiper la capitale espagnole, Madrid. 
Au lendemain de la Seconde Guerre mondiale, les tramways PCC ont connu un énorme succès dans les pays du bloc soviétique, notamment avec les modèles produits par le constructeur tchèque Tatra, Tatra T1, T2 et surtout T3. Les constructeurs allemand de l'Est Duewag et le polonais Konstal ont développé une variante de tramway, directement dérivée des PCC. 